# Brudalen
Brudalen est une localité norvégienne de la municipalité de Ullensaker, située sur le comté d'Akershus.